# 黄斑宽胸蛛
黄斑宽胸蛛（学名：Euryopis flavomaculata）为球蛛科的宽胸蛛属的动物。分布于日本、俄罗斯、欧洲以及中国大陆的辽宁等地。